# Klaudia Ruschkowski
Klaudia Ruschkowski (* 1959 in Dortmund) ist eine deutsche Autorin, Dramaturgin, Literaturübersetzerin, Herausgeberin und Kuratorin. Sie lebt in der Nähe von Köln und in Umbrien, Italien.

## Leben
Klaudia Ruschkowski studierte deutsche Sprache, Kunst und Philosophie an der Universität Dortmund und in Madrid. Zwischen 1985 und 1991 arbeitete sie als Dramaturgin an verschiedenen deutschen Theatern.
Mit dem Kulturwissenschaftler Jürgen Fischer gründete sie 1991 in Erfurt das Europäische Kulturzentrum in Thüringen und führte es bis 1997 als Co-Leiterin. Gemeinsam mit ihm gab sie einige Jahre lang die Schriftenreihe Via Regia – Blätter für internationale Kommunikation heraus.
Von 1992 bis 1997 leitete sie den Internationalen Kreis Thüringen der Carl-Duisberg-Gesellschaft, entwarf 1997 das Kulturprogramm für den 10. Weltkongress mittelalterlicher Philosophie in Erfurt und hatte 1997/98 einen Lehrauftrag an der Hochschule für Musik Franz Liszt Weimar inne.
Zwischen 1999 und 2010 entwickelte sie internationale und interdisziplinäre Werkstätten zu Stücken von Heiner Müller für die Internationale Heiner Müller Gesellschaft Berlin. 2000/2001 leitete sie den italienischen Part des EU-Projekts Connect: A new World of Music for Students.
2001 gründete sie mit Wolfgang Storch im toskanischen Volterra Le Guadalupe spazio per le arti, ein Forum für künstlerische Produktionen, Workshops und Seminare.
Sie übersetzt literarische Werke aus dem Italienischen und Englischen und konzipiert künstlerisch-literarische Projekte und Hörspiele. Einer ihrer Schwerpunkte ist das Werk von Etel Adnan, das sie seit Ende der 1990er Jahre übersetzt und herausgibt.
2021 legte sie ihren ersten Roman vor.
Ab 2023 Herausgeberin der Reihe „Perlen . Große italienische Autorinnen des 20. und 21. Jahrhunderts“ bei S. Marix im Verlagshaus Römerweg Wiesbaden.
Sie war mit dem Dramaturgen, Autor und Kurator Wolfgang Storch verheiratet, mit dem sie einen Sohn hat, den Fotografen Antonio Maria Storch.  Seit 2023 lebt sie mit dem Filmregisseur, Filmproduzenten und Autor Hans-Rüdiger Minow zusammen.

## Werke

### Roman
- ROT, SAGTE ER, Über das Wahrnehmen, das Verlassen gewohnter Perspektiven und die Einheit allen Seins. S. Marix Verlag im Verlagshaus Römerweg, Wiesbaden 2021, ISBN 978-3-7374-1172-1.

### Hörspiele – Autorin/Übersetzerin
- Dear Alter Ego – Die Filmpionierin Maya Deren, Hörspiel von Ulrike Haage, Übersetzung der Texte von Maya Deren: Klaudia Ruschkowski, Komposition und Realisation: Ulrike Haage, BR 2023
- Überweben, Hörspiel nach Etel Adnans Buch Life is A Weaving, Bearbeitung: Klaudia Ruschkowski und Ulrike Haage, Komposition und Regie: Ulrike Haage, DLF 2020

- A Funeral March for the First Cosmonaut, Etel Adnans WeltraumPoem, Von Etel Adnan und Ulrike Haage, Übersetzung und Dramaturgische Mitarbeit: Klaudia Ruschkowski, DLF Kultur 2019

- Theatertier, das ich bin, Solo mit dem Schauspieler Jürgen Holtz, Regie: Giuseppe Maio, DLF Kultur 2018

- Nacht, von Etel Adnan, Bearbeitung: Klaudia Ruschkowski und Giuseppe Maio, Komposition: Ulrike Haage, Regie: Giuseppe Maio, DLF Kultur 2017, Hörspiel des Monats August 2017[1]
- Unseres Herzens Gordischer Knoten – Diskretionen von Mary de Rachewiltz, der Tochter Ezra Pounds, Regie: Giuseppe Maio, Deutschlandradio Kultur 2015, Hörspiel des Monats Juli 2015[1]
- Arabische Apokalypse, nach dem Poem von Etel Adnan, zus. mit Ulrike Brinkman und 48nord, Deutschlandradio Kultur 2014
- Im Bild versinken – Giuseppe Zigaina und Pier Paolo Pasolini, zus. mit Giuseppe Maio, Deutschlandradio Kultur 2011, Hörspiel des Monats Mai 2011[1]
- Schiff im Sturm Berg Mond Meer ganz und gar schwerelos – Etel Adnans Reise durch Leben und Länder, Regie: Jean-Claude Kuner, Deutschlandradio Kultur 2008

### Übersetzungen / Herausgabe (Auswahl)
- Etel Adnan, Hochbranden, aus dem Englischen von Klaudia Ruschkowski, Edition Nautilus, Hamburg 2025, ISBN 978-3-96054-386-2
- Livia De Stefani, Trauben schwarz wie Blut, aus dem Italienischen von Klaudia Ruschkowski, Edition Converso, Karlsruhe 2025, ISBN 978-3-949558-44-3.
- Elsa Morante, La Storia, aus dem Italienischen von Maja Pflug und Klaudia Ruschkowski, Verlag Klaus Wagenbach, Berlin 2024, ISBN 978-3-8031-3365-6.
- Goliarda Sapienza, Ich, Jean Gabin, aus dem Italienischen von Klaudia Ruschkowski, in der von ihr herausgegebenen Reihe „Perlen – Italienische Autorinnen des 20. und 21. Jahrhunderts“, S. Marix Verlag, Wiesbaden 2023, ISBN 978-3-7374-1218-6.
- Arianna Cecconi, Teresas Geheimnis, aus dem Italienischen von Klaudia Ruschkowski, in der von ihr herausgegebenen Reihe „Perlen – Italienische Autorinnen des 20. und 21. Jahrhunderts“, S. Marix Verlag, Wiesbaden 2023, ISBN 978-3-7374-1218-6.
- Giuliano Turone: Geheimsache Italien. Geld Politik Verbrechen, aus dem Italienischen von Klaudia Ruschkowski, mit einer Gebrauchsanweisung von Peter Kammerer und einem Vorwort von Corrado Stajano, S. Marix Verlag, Wiesbaden 2023, ISBN 9783737412056.
- Titti Marrone: Besser nichts wissen, aus dem Italienischen von Klaudia Ruschkowski, S. Marix Verlag, Wiesbaden 2023, ISBN 978-3-7374-1214-8.
- Etel Adnan: Die Stille verschieben, aus dem Englischen und mit einem Vorwort von Klaudia Ruschkowski, Edition Nautilus, Hamburg 2022, ISBN 978-3-96054-298-8.
- Ermanno Rea: Nostalgia, aus dem Italienischen von Klaudia Ruschkowski, S. Marix Verlag, Wiesbaden 2022, ISBN 978-3-7374-1183-7.
- Fabiano Alborghetti: Maiser. aus dem Italienischen von Maja Pflug und Klaudia Ruschkowski, Limmat Verlag, Zürich 2020, ISBN 978-3-85791-895-7.
- Etel Adnan: Zeit, aus dem Englischen und mit einem Nachwort von Klaudia Ruschkowski. Edition Nautilus, Hamburg 2020, ISBN 978-3-96054-244-5.
- Etta Scollo, Antonio Maria Storch (Fotografien), Klaudia Ruschkowski (Hrsg. u. Übers.): Voci di Sicilia. Eine Reise mit Etta Scollo. Corso Verlag, Wiesbaden 2020, ISBN 978-3-7374-0755-7.
- Gisella Perl: Ich war eine Ärztin in Auschwitz. aus dem Englischen von Klaudia Ruschkowski. S. Marix Verlag, Wiesbaden 2020, ISBN 978-3-7374-1154-7.
- Etel Adnan: Sturm ohne Wind . Gedichte – Prosa – Essays – Gespräche. Herausgegeben und mit einem Vorwort von Klaudia Ruschkowski und Hanna Mittelstädt. Edition Nautilus, Hamburg 2019, ISBN 978-3-96054-212-4.
- Margaret Fuller: Sommer an den Seen. Corso Verlag, Wiesbaden 2019, ISBN 978-3-7374-0746-5.
- Margaret Fuller: Sommer an den Seen. aus dem Englischen von Klaudia Ruschkowski. Corso Verlag, Wiesbaden 2019, ISBN 978-3-7374-0746-5.
- Etel Adnan: The Sun on the Tongue. herausgegeben von Bonnie Marranca and Klaudia Ruschkowski. PAJ Publications, New York 2019, ISBN 978-1-55554-165-1.
- Enrico Deaglio: Eine wahrhaft schreckliche Geschichte zwischen Sizilien und Amerika. aus dem Italienischen von Klaudia Ruschkowski. Edition Converso, Bad Herrenalb 2019, ISBN 978-3-9819763-1-1.
- Vivienne de Watteville: Allein und frei – Rückkehr nach Kenia. aus dem Englischen von Klaudia Ruschkowski. Edition Erdmann, Wiesbaden 2019, ISBN 978-3-7374-0050-3.
- Kate O’Brien: Wolken über Spanien. aus dem Englischen von Klaudia Ruschkowski. Edition Erdmann, Wiesbaden 2019, ISBN 978-3-7374-0049-7.
- Lord Byron: Engel und Teufel in einer Gestalt. Heldenhafte Einsamkeiten hrsg. und Vorwort mit Wolfgang Storch. Marix Verlag, Wiesbaden 2018, ISBN 978-3-7374-1077-9.
- Frances Calderón de la Barca: Viva Mexiko! Im Wirbel der Revolution. aus dem Englischen, bearbeitet und mit Vorwort von Klaudia Ruschkowski. Edition Erdmann, Wiesbaden 2017, ISBN 978-3-7374-0040-4.
- Isabella Bird: Durch die Wildnis der Rocky Mountains. aus dem Englischen neu übersetzt und mit Vorwort von Klaudia Ruschkowski. Edition Erdmann, Wiesbaden 2017, ISBN 978-3-7374-0041-1.
- Etel Adnan: Das Ende der Osmanen. aus dem Englischen. In: Lettre International. Nr. 116, 2017.
- Etel Adnan – Bilder schreiben, hrsg. von Klaudia Ruschkowski und dem Internationalen Literaturfest Poetische Quellen, Edition Nautilus, Hamburg 2016, ISBN 978-3-96054-028-1.
- Etel Adnan: Nacht. hrsg. und aus dem Englischen von Klaudia Ruschkowski. Edition Nautilus, Hamburg 2016, ISBN 978-3-96054-022-9.
- Vincenzo Latronico: Die Verschwörung der Tauben. aus dem Italienischen von Klaudia Ruschkowski. Secession Verlag, Zürich 2016, ISBN 978-3-905951-84-4.
- Emily Lowe: Palermo, oh Palermo! Eine gewagte Reise durch Sizilien. aus dem Englischen und mit Vorwort von Klaudia Ruschkowski. Edition Erdmann, Wiesbaden 2016, ISBN 978-3-7374-0022-0.
- François Burkhardt: Auf dem Weg zu Ungewissheiten – Experimente in Architektur, Design, Kunsthandwerk und Umweltgestaltung. aus dem Italienischen von Klaudia Ruschkowski. Birkhäuser, Basel 2016, ISBN 978-3-0356-1123-6.
- Paolo Baldacci: Die Bedeutung eines Jahrhunderts – Die drei Metaphysiken von Giorgio de Chirico. In: Giorgio de Chirico: Magie der Moderne. aus dem Italienischen von Klaudia Ruschkowski. Sandstein Verlag, Dresden 2016.
- Etel Adnan: Gespräche mit meiner Seele. hrsg. und aus dem Englischen von Klaudia Ruschkowski. Edition Nautilus, Hamburg 2015, ISBN 978-3-89401-815-3.
- Deutschland – Italien. Aufbruch aus Diktatur und Krieg. hrsg. mit Wolfgang Storch im Auftrag des Deutschen Historischen Museums Berlin, Sandstein Verlag, Dresden 2013, ISBN 978-3-95498-018-5.
- Etel Adnan: Jahreszeiten. hrsg. und aus dem Englischen von Klaudia Ruschkowski. Edition Nautilus, Hamburg 2012, ISBN 978-3-89401-753-8.
- Giuseppe Zigaina: Thesen und Totenklagen des Pier Paolo Pasolini. In: Pier Paolo Pasolini: Organizzar il Trasumanar. aus dem Italienischen. Marsilio Editore, Venedig 2011, ISBN 978-88-317-1217-0.
- Marisa Vescovo: Ein Zeichen für die Ewigkeit. In: Pier Paolo Pasolini: Organizzar il Trasumanar. aus dem Italienischen von Klaudia Ruschkowski. Marsilio Editore, Venedig 2011, ISBN 978-88-317-1217-0.
- Working for Paradise. Heiner Müller Werkbuch Lohndrücker. hrsg. mit Peter Kammerer und Wolfgang Storch. Theater der Zeit, Berlin 2011, ISBN 978-3-942449-07-6.
- Etel Adnan: Reise zum Mount Tamalpais. aus dem Englischen und mit Nachwort von Klaudia Ruschkowski. Edition Nautilus, Hamburg 2008, ISBN 978-3-89401-572-5.
- Alberto Panza: Der Reisende in der Nacht. Hommage an Giuseppe Zigaina. In: Giuseppe Zigaina: Mein Vater, der Widder. aus dem Italienischen von Klaudia Ruschkowski. Folio-Verlag, Wien 2008.
- Sire, das war ich. Leben Gundlings Friedrich von Preußen Lessings Schlaf Traum Schrei. Heiner Müller Werkbuch. hrsg. mit Wolfgang Storch. Theater der Zeit, Berlin 2007, ISBN 978-3-934344-91-4.
- Giuseppe Zigaina: Pasolini und der Tod. Ein rein intellektueller Krimi, aus dem Italienischen und mit Vorwort von Klaudia Ruschkowski. Deutsches Filmmuseum, Frankfurt am Main 2005, ISBN 3-88799-074-9.
- Die Lücke im System. Philoktet. Heiner Müller Werkbuch, hrsg. mit Wolfgang Storch. Theater der Zeit, Berlin 2005, ISBN 3-934344-45-3.
- Etel Adnan: Von Frauen und Städten. aus dem Englischen, Nachwort. Edition Nautilus, Hamburg 2004, ISBN 3-89401-477-6.